# Campeonato Soviético de Xadrez de 1981
O Campeonato Soviético de Xadrez de 1981 foi a 49ª edição do Campeonato de xadrez da URSS, realizado em Bisqueque, de 27 de novembro a 22 de dezembro de 1981. O título da competição foi dividido por Garry Kasparov e Lev Psakhis. Kasparov, aos 18 anos de idade, conquistava seu primeiro grande título. Quatro semifinais ocorreram em Bălți, Cheliabinsk, Nikolayev e Saratov; e a Primeira Liga, também classificatória para a final, em Volgodonsk.

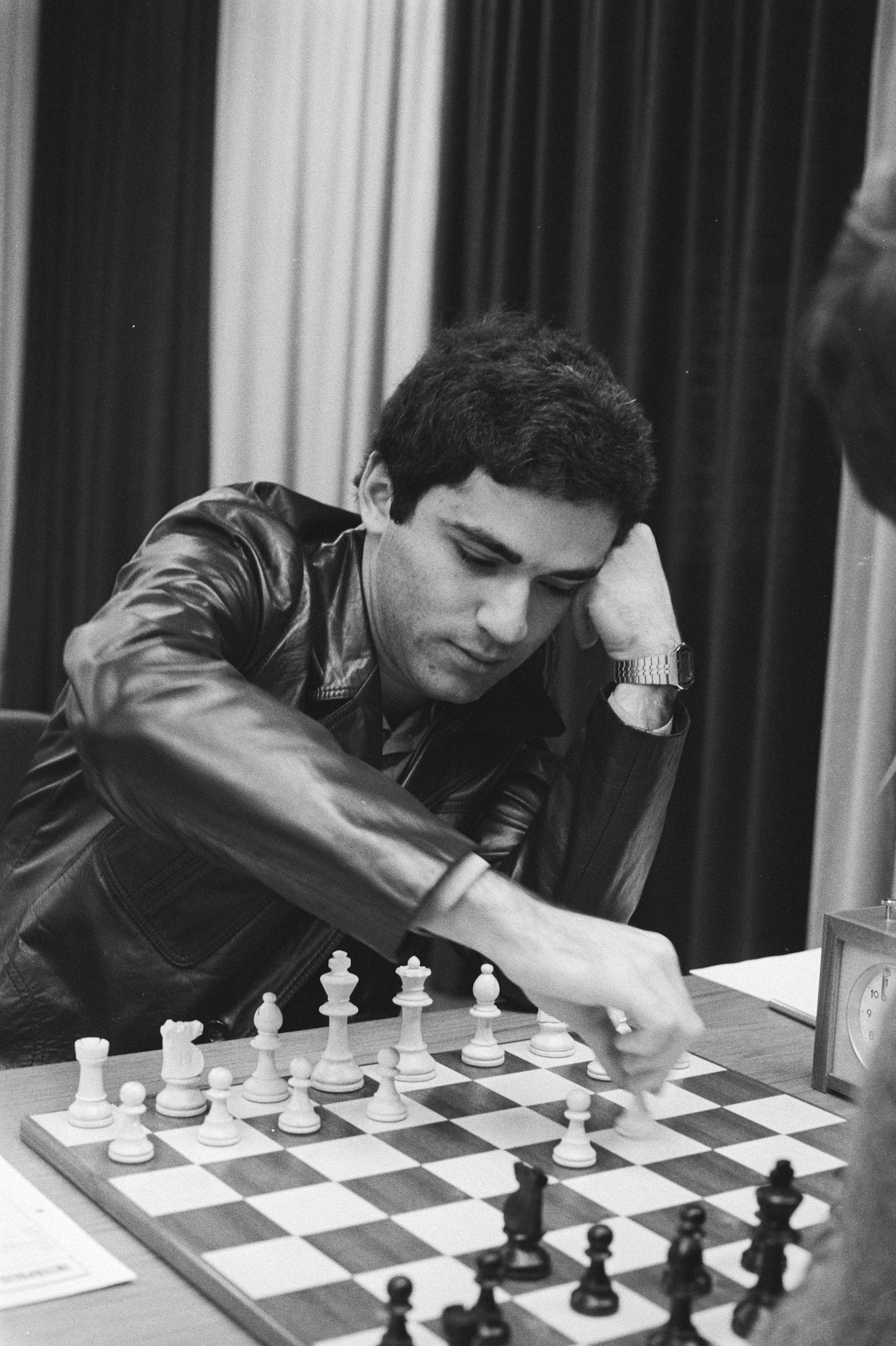
Garry Kasparov

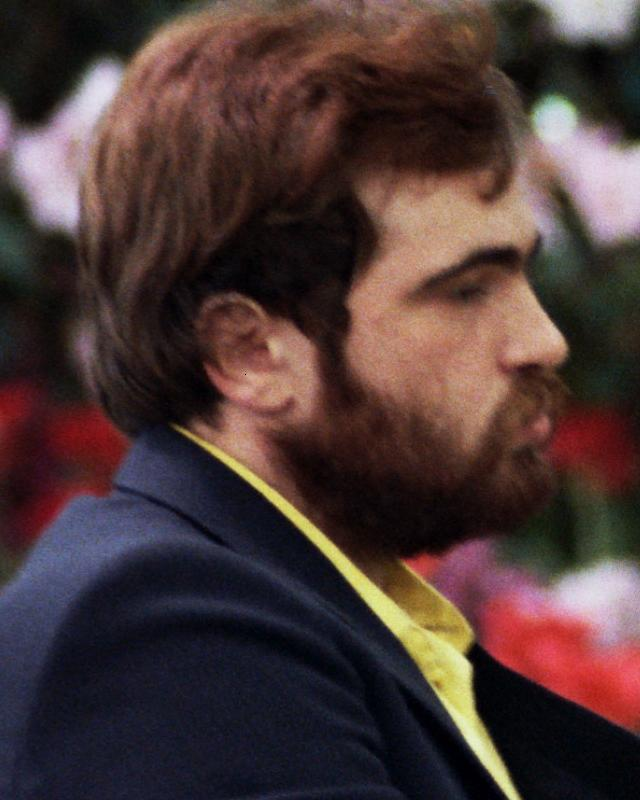
Lev Psakhis

## Classificatórios

### Semifinais
Ocorreram quatro semifinais de 16 jogadores em julho de 1981. Cada semifinal classificou o vencedor para a final e foram realizadas nas cidades de  Bălți, Cheliabinsk, Nikolayev e Saratov, e tiveram como campeões, respectivamente, Viktor Gavrikov, Leonid Yudasin, Vladimir Tukmakov e Georgy Agzamov.

### Primeira Liga
Os cinco primeiros se classificaram para a final.
| N° | Jogador               | Rating | 1 | 2 | 3 | 4 | 5 | 6 | 7 | 8 | 9 | 10 | 11 | 12 | 13 | 14 | 15 | 16 | 17 | 18 | Total |
| -- | --------------------- | ------ | - | - | - | - | - | - | - | - | - | -- | -- | -- | -- | -- | -- | -- | -- | -- | ----- |
| 1  | Boris Gulko           | 2590   | - | 1 | ½ | ½ | 1 | ½ | ½ | 1 | 1 | 1  | ½  | ½  | 0  | ½  | ½  | ½  | ½  | ½  | 10½   |
| 2  | Adrian Mikhalchishin  | 2535   | 0 | - | ½ | ½ | ½ | 1 | ½ | ½ | 1 | ½  | 1  | ½  | ½  | ½  | ½  | ½  | 1  | ½  | 10    |
| 3  | Gennadij Timoscenko   | 2510   | ½ | ½ | - | ½ | ½ | ½ | ½ | ½ | 0 | ½  | ½  | ½  | 1  | 1  | 1  | ½  | 1  | ½  | 10    |
| 4  | Josif Dorfman         | 2505   | ½ | ½ | ½ | - | 1 | 0 | ½ | ½ | ½ | ½  | ½  | ½  | ½  | ½  | 1  | ½  | 1  | 1  | 10    |
| 5  | Evgeny Sveshnikov     | 2535   | 0 | ½ | ½ | 0 | - | 0 | 1 | ½ | 1 | ½  | ½  | 1  | ½  | ½  | ½  | ½  | 1  | 1  | 9½    |
| 6  | Yuri Anikaev          | 2425   | ½ | 0 | ½ | 1 | 1 | - | ½ | ½ | ½ | ½  | ½  | ½  | ½  | 0  | ½  | ½  | 1  | ½  | 9     |
| 7  | Zurab Azmaiparashvili |        | ½ | ½ | ½ | ½ | 0 | ½ | - | ½ | ½ | 1  | ½  | ½  | ½  | ½  | ½  | ½  | ½  | 1  | 9     |
| 8  | Nukhim Rashkovsky     | 2535   | 0 | ½ | ½ | ½ | ½ | ½ | ½ | - | ½ | 1  | ½  | 1  | 0  | ½  | ½  | ½  | ½  | 1  | 9     |
| 9  | Evgeni Vasiukov       | 2545   | 0 | 0 | 1 | ½ | 0 | ½ | ½ | ½ | - | ½  | ½  | ½  | ½  | 1  | ½  | 1  | ½  | 1  | 9     |
| 10 | Bukhuti Gurgenidze    | 2490   | 0 | ½ | ½ | ½ | ½ | ½ | 0 | 0 | ½ | -  | 0  | ½  | 1  | 1  | ½  | 1  | 1  | 1  | 9     |
| 11 | Andrei Kharitonov     |        | ½ | 0 | ½ | ½ | ½ | ½ | ½ | ½ | ½ | 1  | -  | ½  | ½  | ½  | ½  | ½  | ½  | ½  | 8½    |
| 12 | Alex Yermolinsky      | 2455   | ½ | ½ | ½ | ½ | 0 | ½ | ½ | 0 | ½ | ½  | ½  | -  | 1  | ½  | ½  | ½  | 1  | ½  | 8½    |
| 13 | Sergey Gorelov        | 2415   | 1 | ½ | 0 | ½ | ½ | ½ | ½ | 1 | ½ | 0  | ½  | 0  | -  | ½  | ½  | 1  | 0  | ½  | 8     |
| 14 | Yevgeniy Vladimirov   | 2445   | ½ | ½ | 0 | ½ | ½ | 1 | ½ | ½ | 0 | 0  | ½  | ½  | ½  | -  | ½  | ½  | 1  | ½  | 8     |
| 15 | Alexander Chernin     | 2470   | ½ | ½ | 0 | 0 | ½ | ½ | ½ | ½ | ½ | ½  | ½  | ½  | ½  | ½  | -  | ½  | 0  | 1  | 7½    |
| 16 | Eduard Gufeld         | 2515   | ½ | ½ | ½ | ½ | ½ | ½ | ½ | ½ | 0 | 0  | ½  | ½  | 0  | ½  | ½  | -  | ½  | ½  | 7     |
| 17 | Elizbar Ubilava       | 2455   | ½ | 0 | 0 | 0 | 0 | 0 | ½ | ½ | ½ | 0  | ½  | 0  | 1  | 0  | 1  | ½  | -  | 1  | 6     |
| 18 | Arkady Novopashin     | 2380   | ½ | ½ | ½ | 0 | 0 | ½ | 0 | 0 | 0 | 0  | ½  | ½  | ½  | ½  | 0  | ½  | 0  | -  | 4½    |

## Final
| N° | Jogador              | Rating | 1 | 2 | 3 | 4 | 5 | 6 | 7 | 8 | 9 | 10 | 11 | 12 | 13 | 14 | 15 | 16 | 17 | 18 | Total |
| -- | -------------------- | ------ | - | - | - | - | - | - | - | - | - | -- | -- | -- | -- | -- | -- | -- | -- | -- | ----- |
| 1  | Garry Kasparov       | 2630   | - | 0 | ½ | 1 | 1 | ½ | 1 | 1 | 1 | ½  | 1  | ½  | 1  | 1  | 0  | ½  | 1  | 1  | 12½   |
| 2  | Lev Psakhis          | 2500   | 1 | - | 1 | 1 | ½ | ½ | 1 | 0 | ½ | ½  | ½  | 1  | ½  | 1  | 1  | ½  | 1  | 1  | 12½   |
| 3  | Oleg Romanishin      | 2595   | ½ | 0 | - | ½ | ½ | 1 | 1 | ½ | 0 | 1  | ½  | ½  | ½  | ½  | 0  | 1  | 1  | 1  | 10    |
| 4  | Vladimir Tukmakov    | 2480   | 0 | 0 | ½ | - | ½ | 0 | ½ | 1 | ½ | ½  | ½  | 1  | ½  | 1  | 1  | ½  | ½  | 1  | 9½    |
| 5  | Viktor Gavrikov      | 2365   | 0 | ½ | ½ | ½ | - | ½ | ½ | ½ | 1 | ½  | ½  | 0  | 1  | 1  | 1  | ½  | ½  | ½  | 9½    |
| 6  | Georgy Agzamov       |        | ½ | ½ | 0 | 1 | ½ | - | ½ | ½ | ½ | 1  | 1  | 0  | ½  | 0  | 1  | ½  | 1  | 0  | 9     |
| 7  | Alexander Beliavsky  | 2620   | 0 | 0 | 0 | ½ | ½ | ½ | - | 1 | ½ | ½  | 1  | 0  | ½  | 1  | 1  | 1  | ½  | ½  | 9     |
| 8  | Artur Yusupov        | 2575   | 0 | 1 | ½ | 0 | ½ | ½ | 0 | - | ½ | 0  | 1  | 1  | 0  | 1  | ½  | 1  | 0  | 1  | 8½    |
| 9  | Josif Dorfman        | 2505   | 0 | ½ | 1 | ½ | 0 | ½ | ½ | ½ | - | 1  | ½  | 0  | ½  | ½  | ½  | ½  | 1  | ½  | 8½    |
| 10 | Evgeny Sveshnikov    | 2535   | ½ | ½ | 0 | ½ | ½ | 0 | ½ | 1 | 0 | -  | 0  | 1  | ½  | 1  | ½  | ½  | ½  | ½  | 8     |
| 11 | Vitaly Tseshkovsky   | 2530   | 0 | ½ | ½ | ½ | ½ | 0 | 0 | 0 | ½ | 1  | -  | 1  | ½  | ½  | 1  | 0  | ½  | 1  | 8     |
| 12 | Viktor Kupreichik    | 2575   | ½ | 0 | ½ | 0 | 1 | 1 | 1 | 0 | 1 | 0  | 0  | -  | ½  | 0  | 1  | ½  | ½  | ½  | 8     |
| 13 | Sergey Dolmatov      | 2545   | 0 | ½ | ½ | ½ | 0 | ½ | ½ | 1 | ½ | ½  | ½  | ½  | -  | 0  | ½  | 1  | ½  | ½  | 8     |
| 14 | Leonid Yudasin       | 2365   | 0 | 0 | ½ | 0 | 0 | 1 | 0 | 0 | ½ | 0  | ½  | 1  | 1  | -  | 1  | ½  | 1  | ½  | 7½    |
| 15 | Boris Gulko          | 2590   | 1 | 0 | 1 | 0 | 0 | 0 | 0 | ½ | ½ | ½  | 0  | 0  | ½  | 0  | -  | 1  | 1  | ½  | 6½    |
| 16 | Gennadi Kuzmin       | 2545   | ½ | ½ | 0 | ½ | ½ | ½ | 0 | 0 | ½ | ½  | 1  | ½  | 0  | ½  | 0  | -  | 0  | 1  | 6½    |
| 17 | Gennadij Timoscenko  | 2510   | 0 | 0 | 0 | ½ | ½ | 0 | ½ | 1 | 0 | ½  | ½  | ½  | ½  | 0  | 0  | 1  | -  | ½  | 6     |
| 18 | Adrian Mikhalchishin | 2535   | 0 | 0 | 0 | 0 | ½ | 1 | ½ | 0 | ½ | ½  | 0  | ½  | ½  | ½  | ½  | 0  | ½  | -  | 5½    |